# Specchio delle Scienze
Specchio delle Scienze (abreviado Specchio Sci.) es un libro ilustrado con descripciones botánicas que fue editado por el polímata, naturalista, meteorólogo, y arqueólogo estadounidense de origen franco-germano-italiano, Constantine Samuel Rafinesque en el año 1814, con el nombre de Specchio delle Scienze o Giornale Enciclopedico de Sicilia ... Palermo. Fue publicado en 2 volúmenes divididos en 12 partes.